# Johann Voldemar Jannsen

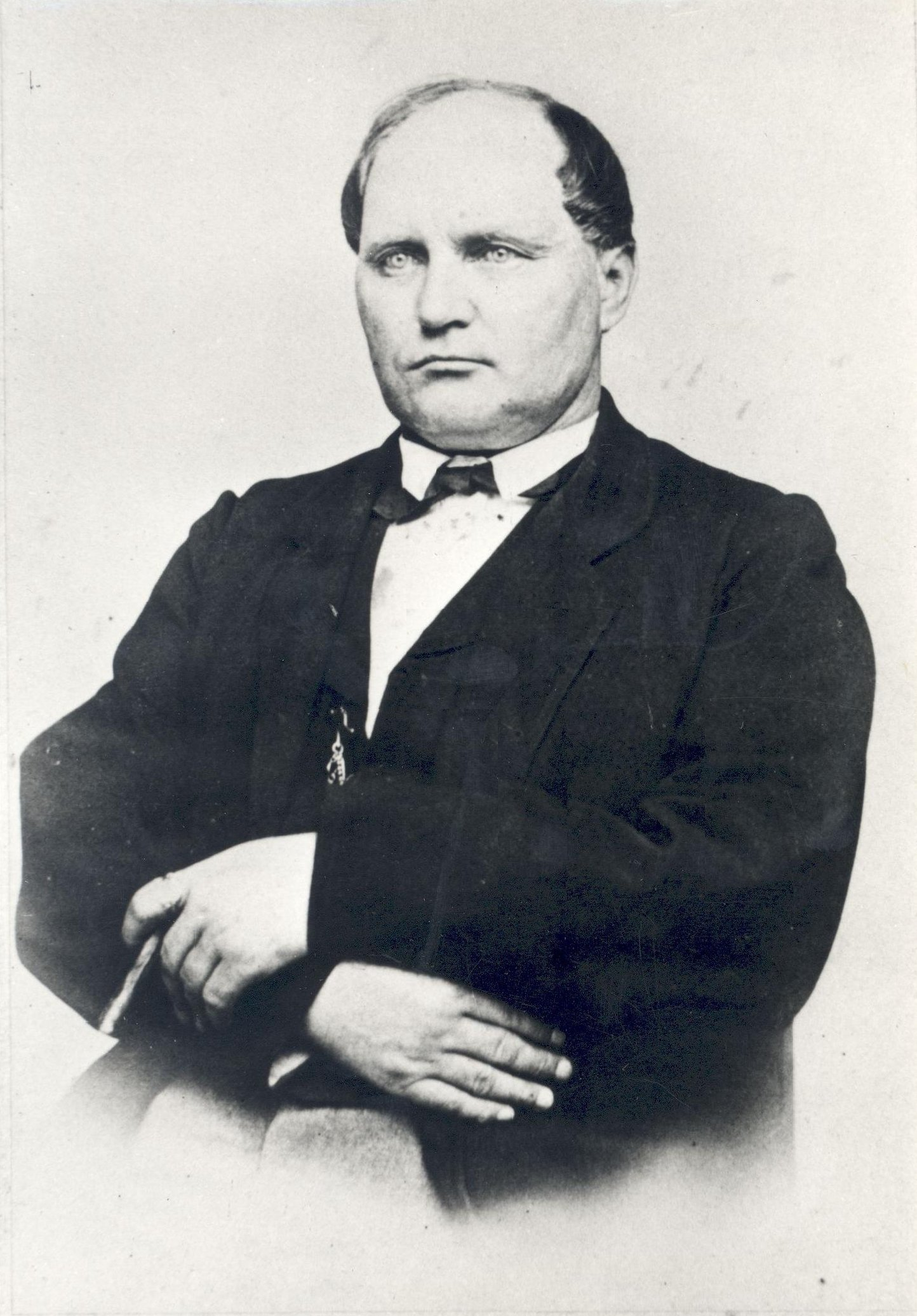
Johann Voldemar Jannsen

Johann Voldemar Jannsen (ur. 16 maja 1819 r. w Vändra w ówczesnej Guberni liwońskiej Imperium Rosyjskiego – zm. 13 lipca 1890 r. w Tartu) – estoński poeta, publicysta i wydawca, nazwany „Nestorem estońskiego dziennikarstwa”. Jedna z czołowych postaci estońskiego „Przebudzenia narodowego”. Jego córką była znana estońska poetka Lydia Koidula.

## Życie i twórczość
Z zawodu był nauczycielem. Od 1838 r. pracował w rodzinnym Vändra jako nauczyciel w tamtejszej szkole parafialnej. W 1850 r. przyjechał do Parnawy, gdzie przez następne 23 lata uczył w miejskiej szkole. W 1863 r. przeniósł się do Tartu, gdzie zajmował się już głównie dziennikarstwem. Zaangażował się tam w działalność narodową i kulturalną, z czasem stał się jedną z najbardziej znaczących postaci estońskiego „Przebudzenia narodowego”. W roku 1880 ciężka choroba i utrata mowy wyłączyła go już do końca życia z aktywności zawodowej i społecznej. Po kilku latach spędzonych w Tallinnie u córki i zięcia w 1889 r. wrócił do Tartu, gdzie po śmierci został pochowany na tamtejszym Cmentarzu Mariackim.
Jako kantor znał wiele pieśni, ale tylko nieliczne z nich były w języku estońskim. Zaczął więc tłumaczyć obce teksty na język ojczysty. Już w 1845 roku miał na swoim koncie 330 pozycji. Postanowił wydać je drukiem. Książkę, a właściwie śpiewnik, zatytułował "Sion-Laulo-Kannel". W latach 1853 i 1860 wydał kolejne dwa tomy pieśni. Łącznie przetłumaczył i napisał 1003 utwory o tematyce religijnej. Do dziś zajmują ważną pozycję w literaturze Estonii.
Zakochany w estońskiej wsi, jej tradycjach i języku, Jannsen pisał nie tylko utwory religijne ale też i świeckie. "Eesti Laulik" (Piosenka estońska) zawiera oprócz tekstów piosenek, opowieści, przypowieści i wiele humoru estońskiego, a w "Eestimaa käib üle keige" (Estonia się kręci) pojawiły się tłumaczenia wierszy Goethego i Schillera, mówiące o narodowych dążeniach, bardzo adekwatnych do sytuacji jaka panowała w ówczesnej Estonii.
Jeszcze podczas pobytu w Parnawie wspólnie z F. W. Bormem zaczął w 1857 r. wydawać pierwszy w dziejach estoński tygodnik pt. „Parnawski kurier albo Tygodnik dla ludu wiejskiego i miejskiego“ („Perno Postimees ehk Näddalaleht ma- ja linnarahwale”; wychodził do 1886 r.), poprzednika dzisiejszego „Pärnu Postimees”. Działalność wydawniczą kontynuował po przeprowadzce do Tartu, gdzie w latach 1864-1880 wydawał tygodnik „Estoński kurier” ("Eesti Postimees", poprzednik dzisiejszego dziennika „Postimees”). W 1869 r. jako dodatek do tego pisma zaczął Jannsen wydawać „Estońskiego rolnika” („Eesti Põllomees”) – pierwsze estońskie pismo rolnicze, którego redakcję przejęła później jego córka Lydia.
W 1865 r. założył Jannsen w Tartu towarzystwo kulturalne „Vanemuine”, które początkowo działało głównie jako chór amatorski. Z czasem zakres aktywności rozszerzył się na inne pola działalności patriotycznej. W 1869 r. stowarzyszenie to zorganizowało w Tartu pierwszy estoński festiwal pieśni („Esimene eesti üldlaulupidu”). Z tej okazji Jannsen wydał zbiór „Pieśni na 50-lecie jubileuszu narodu estońskiego” („Eestirahwa 50-aastase Jubelipiddo-Laulud”), który zawierał m.in. słowa patriotycznej pieśni pt. „Mu isamaa, mu õnn ja rõõm”. Pieśń ta, z muzyką fińskiego kompozytora Frederika Paciusa, w 1918 r. została uznana za hymn Estonii. W 1870 r. towarzystwo wystawiło pierwszą sztukę teatralną w języku estońskim, co uznaje się za narodziny teatru estońskiego i początek działającego do dziś teatru Vanemuine w Tartu.
Postać J. V. Jannsena i założonego przezeń pisma „Perno Postimees” upamiętnia m.in. pomnik na ulicy Rüütli w Parnawie odsłonięty 1 czerwca 2007 roku.